# 伊藤裕慶
伊藤 裕慶（いとう ひろよし、1951年（昭和26年） - ）は、日本の実業家。三菱地所リアルエステートサービス代表取締役社長や、三菱地所ハウスネット取締役会長、不動産流通経営協会副理事長などを務めた。

## 人物・経歴
1973年一橋大学法学部卒業、三菱地所入社。1999年丸の内開発事業部事業推進室長。2002年広報部長。2003年執行役員広報部長に昇格。2005年常務執行役員ビル開発企画部長。2007年取締役常務執行役員。2009年代表取締役専務執行役員。2013年から三菱地所リアルエステートサービス代表取締役社長及び三菱地所ハウスネット取締役会長に就任するとともに、竹内伸行や田中俊和らと不動産流通経営協会副理事長にも選任され、新事業の開拓などにあたった。2017年岡村製作所取締役。国土交通省社会資本整備審議会都市政策の基本的な課題と方向検討小委員会専門委員なども務めた。